# Multivariate kalibratie
Multivariate kalibratie is een verzamelnaam voor statistische technieken voor het verwerken van datasets waarbij er per monster verschillende meetgegevens zijn. Aan de hand van de gegevens van een reeks monsters wordt een wiskundig model gemaakt (kalibratie). Met dit model kan het verband tussen de verschillende gegevens worden bepaald. Eigenschappen van andere onbekende monsters kunnen ook met dit model worden voorspeld. Het gaat om multivariate statistiek met behulp van bijvoorbeeld hoofdcomponentenanalyse of andere technieken.
Wetenschappelijke analyses leveren vaak honderden tot duizenden meetgegevens per monster, bijvoorbeeld de geabsorbeerde hoeveelheid licht van een bepaalde golflengte. Met dergelijke meetgegevens kan men vaak niet rechtstreeks de eigenschap bepalen die men zoekt, bijvoorbeeld de concentraties van chemische verbindingen in een voorwerp. Multivariate kalibratietechnieken leggen een verband tussen de meetgegevens en die eigenschap.

## Voorbeelden

### Scheikunde
Een gaschromatogram met UV/VIS detectie geeft de hoeveelheid lichtabsorptie weer bij verschillende retentietijden. Voor de multivariate kalibratie neemt men het gaschromatogram op van een aantal referentiemonsters, waarvan men de gezochte eigenschap (de concentratie) al kent. Nadien zoekt men met de multivariate kalibratietechnieken een wiskundig verband dat de experimentele gegevens zo goed mogelijk beschrijft (kalibratie). Het gaat hier om een verband tussen de gemeten absorpties xi en de te bepalen concentraties y. Deze vergelijking is meestal van de vorm
{\displaystyle y=\sum _{i}q_{i}x_{i}}
met:
{\displaystyle y}: de te bepalen concentratie
{\displaystyle i}: teller die loopt van 1 tot het totale aantal gemeten absorptiewaarden
{\displaystyle q_{i}}: een parameter die geschat wordt door de multivariate kalibratie en
{\displaystyle x_{i}}: een van de gemeten absorptiewaarden.
Na de multivariate kalibratie kan men door toepassing van deze vergelijking uit de waarden voor de parameters {\displaystyle q_{i}} en de absorpties {\displaystyle x_{i}} van het gaschromatogram de concentraties {\displaystyle y} van stoffen in onbekende monsters bepalen.

### Ecologie
In ecologie worden gewogen gemiddelden (Weighted Averaging, WA) gebruikt bij het gebruik van indicatorsoorten om de waarden voor verschillende abiotische factoren te berekenen. 
Zo zijn epifytische korstmossen, mossen en levermossen gebruikt om de luchtvervuiling in Nederland aan te tonen: de zogenaamde epifytenwoestijn. De afname van de concentraties van zwaveldioxide en de toename van stikstofverbindingen in de lucht kon worden afgelezen uit de soortensamenstelling van epifyten op boomschors.
Zaadplanten kunnen indicatief zijn voor het vochtgehalte, de zuurgraad, de voedselrijkdom (of voedselarmoede) van de bodem. 
Veel waterorganismen (onder meer watervlooien, muggenlarven en diatomeeën) worden gebruikt als indicator van de waterkwaliteit, zoals mineralenrijkdom, eutrofie en saprobie. Hiervoor zijn lijsten beschikbaar, zoals de Ellenberg-indicatorwaarden. 
Deze empirische methoden voor bepaling van milieufactoren hebben zich langzaam in verschillende gebieden ontwikkeld, en kunnen enigszins van elkaar verschillen.